# Espectrometria de massa de proteínas

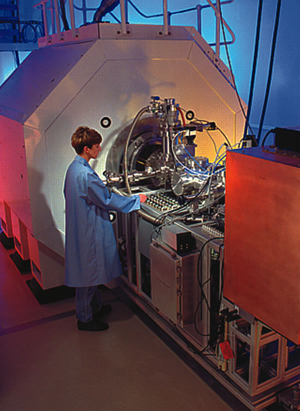
Um espectrômetro de massa usado para análise de proteína de alto rendimento.

Espectrometria de massa de proteínas refere-se à aplicação de espectrometria de massa ao estudo de proteínas. A espectrometria de massa é um método importante para a determinação precisa de massa e caracterização de proteínas, e uma variedade de métodos e instrumentações foram desenvolvidos para seus muitos usos. Suas aplicações incluem a identificação de proteínas e suas modificações pós-traducionais, a elucidação de complexos protéicos, suas subunidades e interações funcionais, bem como a medição global de proteínas em proteômica. Também pode ser usado para localizar proteínas nas várias organelas e determinar as interações entre diferentes proteínas e também com lipídios de membrana.
Os dois principais métodos utilizados para a ionização de proteínas em espectrometria de massa são ionização por electrospray (abreviado na literatura como ESI, do inglês electrospray ionization) e ionização e dessorção a laser assistida por matriz (MALDI, matrix-assisted laser desorption/ionization). Estas técnicas de ionização são usadas em conjunto com analisadores de massa, tais como espectrometria de massa em tandem. Em geral, as proteínas são analisadas em uma abordagem "de cima para baixo" na qual as proteínas são analisadas intactas, ou uma abordagem "de baixo para cima" na qual as proteínas são primeiro digeridas em fragmentos. Uma abordagem intermediária "do meio para baixo" na qual os fragmentos peptídicos maiores são analisados também pode ser usada às vezes.